# Belgische Badminton-Mannschaftsmeisterschaft 2007/08
Die Belgische Badminton-Mannschaftsmeisterschaft 2007/08 bestand aus einer einfachen Vorrunde im Modus Jeder-gegen-jeden und anschließenden Playoffs und Playdowns. Meister wurde CSB d’Ixelles.

## Vorrunde
| Platz | Team                | Punkte | Spiele | G  | U | V  | Spielpunkte |   |    | Sätze |   |    | Bälle |   |      |
| ----- | ------------------- | ------ | ------ | -- | - | -- | ----------- | - | -- | ----- | - | -- | ----- | - | ---- |
| 1     | W&L                 | 14     | 7      | 46 | 0 | 10 | 46          | - | 10 | 97    | - | 29 | 2506  | - | 1866 |
| 2     | CSB d’Ixelles       | 12     | 7      | 44 | 0 | 12 | 44          | - | 12 | 90    | - | 32 | 2404  | - | 1647 |
| 3     | BC Webacsa          | 9      | 7      | 35 | 0 | 21 | 35          | - | 21 | 83    | - | 51 | 2579  | - | 2160 |
| 4     | BC De Nekker        | 9      | 7      | 33 | 0 | 23 | 33          | - | 23 | 68    | - | 56 | 2276  | - | 1977 |
| 5     | Lebad Kortrijk      | 6      | 7      | 22 | 0 | 34 | 22          | - | 34 | 51    | - | 76 | 1703  | - | 2339 |
| 6     | BC Saive            | 4      | 7      | 18 | 0 | 38 | 18          | - | 38 | 47    | - | 86 | 2074  | - | 2536 |
| 7     | BC Cardinal Mercier | 2      | 7      | 14 | 0 | 42 | 14          | - | 42 | 45    | - | 90 | 2161  | - | 2625 |
| 8     | BC Dropshot         | 0      | 7      | 12 | 0 | 44 | 12          | - | 44 | 35    | - | 96 | 2061  | - | 2614 |

## Playdowns
| Platz | Team                | Punkte | Spiele | G  | U | V  | Spielpunkte |   |    | Sätze |   |    | Bälle |   |      |
| ----- | ------------------- | ------ | ------ | -- | - | -- | ----------- | - | -- | ----- | - | -- | ----- | - | ---- |
| 1     | Lebad Kortrijk      | 9      | 6      | 29 | 0 | 19 | 29          | - | 19 | 63    | - | 48 | 2086  | - | 1925 |
| 2     | BC Saive            | 8      | 6      | 31 | 0 | 17 | 31          | - | 17 | 66    | - | 41 | 2009  | - | 1834 |
| 3     | BC Dropshot         | 6      | 6      | 23 | 0 | 25 | 23          | - | 25 | 53    | - | 57 | 1914  | - | 1987 |
| 4     | BC Cardinal Mercier | 1      | 6      | 13 | 0 | 35 | 13          | - | 35 | 38    | - | 74 | 1884  | - | 2147 |

## Playoffs
| Platz | Team          | Punkte | Spiele | G  | U | V  | Spielpunkte |   |    | Sätze |   |    | Bälle |   |      |
| ----- | ------------- | ------ | ------ | -- | - | -- | ----------- | - | -- | ----- | - | -- | ----- | - | ---- |
| 1     | CSB d’Ixelles | 10     | 6      | 35 | 0 | 13 | 35          | - | 13 | 74    | - | 32 | 2065  | - | 1651 |
| 2     | BC Webacsa    | 8      | 6      | 31 | 0 | 17 | 31          | - | 17 | 66    | - | 44 | 2048  | - | 1873 |
| 3     | W&L           | 6      | 6      | 27 | 0 | 21 | 27          | - | 21 | 64    | - | 48 | 2057  | - | 1915 |
| 4     | BC De Nekker  | 0      | 6      | 3  | 0 | 45 | 3           | - | 45 | 12    | - | 92 | 1421  | - | 2152 |